# Thwaitesia meruensis
Thwaitesia meruensis là một loài nhện trong họ Theridiidae.
Loài này thuộc chi Thwaitesia. Thwaitesia meruensis được Albert Tullgren miêu tả năm 1910.